# Slaughterday
Slaughterday ist eine deutsche Death-Metal-Band aus Leer, die im Jahr 2010 gegründet wurde.

## Geschichte
Die Band wurde im Jahr 2010 von dem Gitarristen und Bassisten Jens Finger (ex-Obscenity) und dem Schlagzeuger und Sänger Bernd Reiners gegründet. Im Dezember 2012 nahm die Band in den Soundlodge Studios ein erstes Demo auf, das unter dem Namen Cosmic Horror bei FDA Rekotz erschien. Live wurden Mitglieder von Ingurgitating Oblivion herangezogen: Uli Kreienbrink übernahm den Gesang, während Ingo Neugebauer die zweite Gitarre und Christian Pfeil den Bass übernahm. Im Jahr 2013 folgte das Debütalbum Nightmare Vortex.

## Stil
Auf ihrem Facebook-Profil gibt die Band Gruppen wie Autopsy, Asphyx, Entombed und Massacre als ihre Einflüsse an. Im Rock-Hard Interview gab Bernd Reiners vor allem H. P. Lovecraft als Inspiration für seine Texte an. Laut Stephan Möller von metal.de spiele die Band auf Nightmare Vortex klassischen Death Metal, vergleichbar mit den Labelkollegen Deserted Fear und Chapel of Disease, wobei Slaughterday jedoch mehr Wert auf melodische Lead-Gitarren lege. Zudem seien auch in Liedern wie Cult of the Dreaming Dead leichte Einflüsse aus dem Doom Metal hörbar.

## Diskografie
- 2013: Cosmic Horror (Demo, FDA Rekotz)
- 2013: Nightmare Vortex (Album, FDA Rekotz)
- 2016: Laws Of The Cult (Album, FDA Rekotz)
- 2018: Abattoir (Album, FDA Records)
- 2022: Tyrants of Doom (Album, FDA Records)